# Volumnia

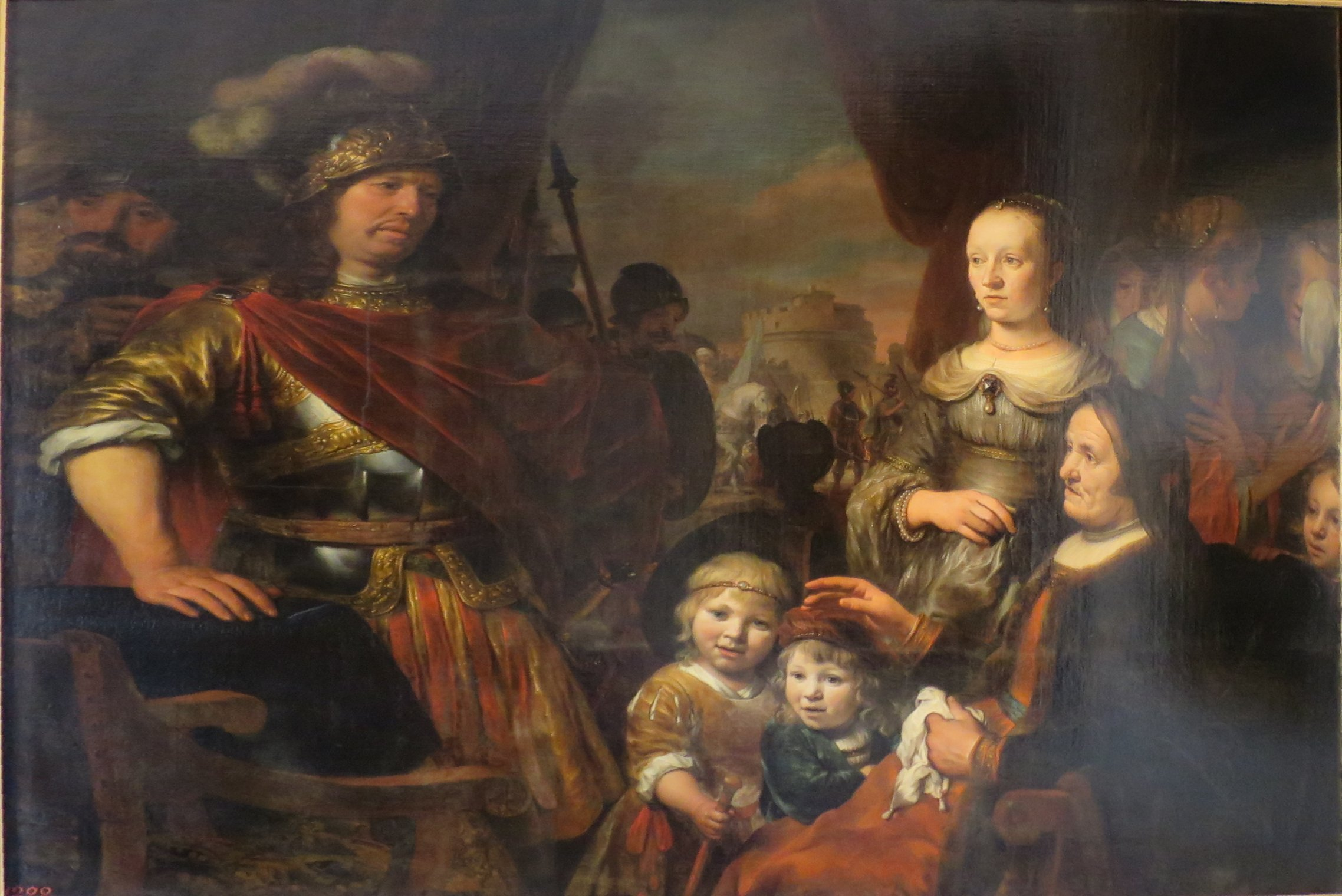
Coriolano escucha las súplicas de su madre Veturia y su esposa Volumnia

Volumnia  fue una dama romana del siglo V a. C., perteneciente a la gens Volumnia, esposa de Coriolano.

## Vida
Lo único que se sabe de ella es que, con su suegra Veturia, convenció al legendario héroe de la gens Marcia a deponer las armas contra Roma, disuadiéndole de su intención de vengarse contra la patria ingrata que lo había exiliado de un modo injusto.